# Ligue de diamant 2010 - 100 m haies
Navigation
2011
Le 100 mètres haies de la Ligue de Diamant 2010 s'est déroulé du 14 mai au 27 août 2010. La compétition a fait successivement étape à Doha, Oslo, New York, Lausanne, Stockholm et Londres, la finale se déroulant à Bruxelles. L'épreuve est remportée par la Canadienne Priscilla Lopes-Schliep, vainqueur de trois courses en sept meetings.

## Calendrier
| Date           | Meeting                         | Ville     | Pays        |
| -------------- | ------------------------------- | --------- | ----------- |
| 14 mai 2010    | Qatar Athletic Super Grand Prix | Doha      | Qatar       |
| 4 juin 2010    | Bislett Games                   | Oslo      | Norvège     |
| 12 juin 2010   | Meeting de New York             | New York  | États-Unis  |
| 8 juillet 2010 | Athletissima                    | Lausanne  | Suisse      |
| 6 août 2010    | DN Galan                        | Stockholm | Suède       |
| 13 août 2010   | Aviva London Grand Prix         | Londres   | Royaume-Uni |
| 27 août 2010   | Mémorial Van Damme              | Bruxelles | Belgique    |

## Résultats
| Date | Meeting   | 1er                                  | 1er   | 2e                                   | 2e    | 3e                             | 3e    |
| --- | --------- | ------------------------------------ | ----- | ------------------------------------ | ----- | ------------------------------ | ----- |
| 14 mai 2010 | Doha      | LoLo Jones 12 s 63                   | 4 pts | Priscilla Lopes-Schliep 12 s 67      | 2 pts | Virginia Powell 12 s 70        | 1 pt  |
| 4 juin 2010 | Oslo      | LoLo Jones 12 s 66                   | 4 pts | Priscilla Lopes-Schliep 12 s 72      | 2 pts | Perdita Felicien 12 s 72       | 1 pt  |
| 12 juin 2010 | New York  | LoLo Jones 12 s 55 (WL)              | 4 pts | Perdita Felicien 12 s 58             | 2 pts | Virginia Powell 12 s 63        | 1 pt  |
| 8 juillet 2010 | Lausanne  | Priscilla Lopes-Schliep 12 s 56 (SB) | 4 pts | Carolin Nytra 12 s 57 (PB)           | 2 pts | Delloreen Ennis-London 12 s 73 | 1 pt  |
| 6 août 2010 | Stockholm | Sally Pearson 12 s 57 (SB)           | 4 pts | Priscilla Lopes-Schliep 12 s 59 (PB) | 2 pts | LoLo Jones 12 s 70             | 1 pt  |
| 13 août 2010 | Londres   | Priscilla Lopes-Schliep 12 s 52 (WL) | 4 pts | Sally Pearson 12 s 61                | 2 pts | LoLo Jones 12 s 66             | 1 pt  |
| 27 août 2010 | Bruxelles | Priscilla Lopes-Schliep 12 s 54      | 8 pts | Sally Pearson 12 s 64                | 4 pts | Perdita Felicien 12 s 68       | 2 pts |
| Records et Performances - AR : Record continental (area record) - CR : Record des championnats (championship record) - MR : Record du meeting (meet record) - NR : Record national (national record) - OR : Record olympique (olympic record) - PR : Record paralympique (paralympic record) - PB : Record personnel (personal best) - SB : Meilleure performance personnelle de la saison (season's best) - WL : Meilleure performance mondiale de l'année (world leader) - WJR : Record du monde junior (world junior record) - WR : Record du monde (world record) Circonstances et Conditions - DNF : N'a pas terminé (did not finish) - DNS : N'a pas pris le départ (did not start) - DQ : Disqualification (disqualification) - NM : Aucun essai valable enregistré (No Mark) - Q : Qualifié « directement » au prochain tour (ou à la prochaine compétition), lors d'une compétition majeure, grâce au classement ou à la réalisation des minima (automatic qualifier) - q : Qualifié au prochain tour (ou à la prochaine compétition), lors d'une compétition majeure, grâce au repêchage ou à la réalisation de l'une des meilleures performances parmi celles des « non qualifiés directement » (grâce au meilleur temps ou à la meilleure distance par exemple) (secondary qualifier) |           |                                      |       |                                      |       |                                |       |

## Classement général
| Rang | Athlète                 | Points |
| ---- | ----------------------- | ------ |
| 1    | Priscilla Lopes-Schliep | 22     |
| 2    | LoLo Jones              | 14     |
| 3    | Sally Pearson           | 10     |
| 4    | Perdita Felicien        | 5      |